# Hans-Jörg von Jena
Hans-Jörg Helmuth von Jena (* 12. Januar 1931 in Berlin; † 25. Dezember 2001 ebenda) war ein deutscher Theater- und Musikkritiker, Fernsehmoderator und Vorsitzender des Verbandes der deutschen Kritiker e.V. Im Hauptberuf war er Lehrer. Außerdem war er Ehrenritter des Johanniterordens.

## Familie
Hans-Jörg von Jena entstammte einem alten anhaltischen Adelsgeschlecht in Halle (Saale) und war der Sohn des Kaufmanns und Reserve-Unteroffiziers Helmuth von Jena (1901–1945, vermisst, 1950 für tot erklärt) und der Anny Eichinger.
Er heiratete am 28. Dezember 1967 in Novi Sad (Serbien) Helene Vojtehovski (* 4. September 1934 in Novi Sad, Serbien), die Tochter des Kapellmeisters Jaroslav Vojtehovski und der Sophie Lerch.

## Wirken
Seine journalistische Laufbahn begann von Jena mit der Kolumne Kulturkalender im Spandauer Volksblatt (dem späteren Volksblatt Berlin), die er Anfang der 1970er Jahre gründete und bis Ende der 1980er Jahre unterhielt. Durch diese Kolumne, deren fachliche Qualität und weltstädtische Perspektive von jeher auffallend war für die Lokalzeitung eines West-Berliner Arbeiterbezirkes, erwarb sich von Jena in weiten Teilen des Berliner Kulturlebens großes Ansehen. Es folgten Theater- und Musikkritiken in der Süddeutschen Zeitung, der Welt, der Welt am Sonntag sowie seit Anfang der 1990er Jahre, zunächst unter dem Pseudonym Harald Rauch, die Kolumne Rauchzeichen in der rechtskonservativen Wochenzeitung Junge Freiheit.
Im Offenen Kanal Berlin moderierte von Jena regelmäßig die Sendung Der spitze Kreis, in der Kritiker in Berlin ansässiger Zeitungen die aktuellen Aufführungen in der Hauptstadt diskutierten.
Von 1988 bis 1991 und von 1992 bis 1993 war von Jena Vorsitzender des Verbandes der deutschen Kritiker e.V., der alljährlich den Kritikerpreis in den Sparten Architektur, Bildende Kunst, Fernsehen, Film, Literatur, Musik, Tanz und Theater verleiht. An der umstrittenen Entscheidung der Theater-Jury von 1993, aufgrund der Schließung des Schillertheaters durch den Senat von Berlin keinen Kritikerpreis in der Sparte Theater zu vergeben, war von Jena maßgeblich beteiligt.
Im Jahre 1994 konnte er als einer von wenigen Berliner Kritikern das Berliner Philharmonische Orchester unter der Leitung von Claudio Abbado auf seiner mehrwöchigen Japan-Tournee begleiten.
Seine Tätigkeit als Theaterkritiker und Journalist übte von Jena stets nebenberuflich aus. Im Hauptberuf unterrichtete er die Fächer Deutsch, Geschichte und Politische Weltkunde – zuletzt als Studiendirektor – am Kant-Gymnasium.

## Bibliographie
- Hans-Jörg von Jena, Musikstadt Berlin, Köln 1995.
- Cordula Groth, Das Berliner Philharmonische Orchester mit Claudio Abbado. Mit Beiträgen von Hans-Jörg von Jena u. a., 2., überarb. Aufl., Berlin 1994, ISBN 3875844815.